# Ленінка (Кропивинський округ)
Ле́нінка (рос. Ленинка) — селище у складі Кропивинського округу Кемеровської області, Росія.

## Населення
Населення — 24 особи (2010; 92 у 2002).
Національний склад (станом на 2002 рік):
- росіяни — 87 %